# San Fernando (Romblon)
Pour les articles homonymes, voir San Fernando.
San Fernando est une localité de la province de Romblon, aux Philippines. En 2015, elle compte 23 271 habitants.